# Ecset

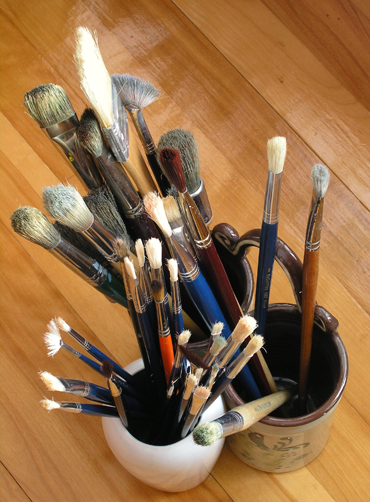
Ecsetek

Az ecset olyan (általában kézi) szerszám, amely természetes (állati szőr, emberi haj, növényi rost) vagy napjainkban inkább mesterséges eredetű, sűrű, vékony szálak kötegéből, valamint a kézben való fogásra, vagy bizonyos helyekre való rögzítésre alkalmas nyélből áll. 
A felhasznált szálak kötege folyékony anyaggal érintkezve kapillárisokat hoz létre, így lehetővé teszi az anyag felvételét és mechanikus úton más felületekre történő felhordását. Feltehetően a legősibb szerszámok egyike: valószínűleg rostos növényi szárak egyik végének roncsolásával készíthették az ecsetek legelső generációját, festmények készítéséhez.
Napjainkban változatos méretekben és formákban kapható, a szánt felhasználási céltól függően. Legjellemzőbben festékek felhordására, kenőanyag felvitelére, de tisztítási célokra is használják. A szilárd szennyeződések mechanikai eltávolításának egyik legfinomabb módja az ecset használata. Számos tekintetben a seprők és a kefék az ecsetek speciális formáinak tekinthetők.